# Carmignano (herb szlachecki)
Carmignano – polski herb szlachecki z nobilitacji.

## Opis herbu
Na tarczy dzielonej w pas w polu górnym, czerwonym, orzeł srebrny, przepleciony z monogramem "S".
W polu dolnym, czerwonym, koło zębate, złote z takimż lwem z uniesioną prawą łapą w środku.

## Najwcześniejsze wzmianki
Nadany za czasów Zygmunta Starego podskarbiemu Mikołajowi Antoniemu Carmignano z Neapolu. Herb powstał przez dodanie Orła Polskiego z monogramem królewskim do herbu rodowego nobilitowanego.

## Herbowni
Carmignano.